# Lee Mi-young
Lee Mi-young (16 de marzo de 1961) es una actriz surcoreana. Era una estudiante de segundo año en Han Kang Girls' High School Comercial, cuando se unió al concurso de belleza Señorita Haitai en 1978. Fue contratada en MBC durante su 10 Contratación Abierta de 1979 y debutó como actriz en 1980.

## Filmografía

### Serie de televisión
| Año       | Título                                             | Red  |
| --------- | -------------------------------------------------- | ---- |
| 1980      | Seasons of Love                                    | MBC  |
| 1980      | 알뜰 가족                                          |      |
| 1981      | Gyo-dong's Madam                                   |      |
| 1981      | Dad's Beard                                        |      |
| 1981      | 성난 눈동자                                        |      |
| 1982      | Mother                                             |      |
| 1982      | Women of History: Jang Hui-bin                     |      |
| 1982      | Market People                                      |      |
| 1983      | 500 Years of Joseon: Tree with Deep Roots          | MBC  |
| 1984      | MBC Bestseller Theater "Our Paradise"              |      |
| 1984      | MBC Bestseller Theater "The Four Seasons of Hoojo" |      |
| 1985      | 500 Years of Joseon: The Wind Orchid               | MBC  |
| 1991      | TV's The Art of War                                | KBS2 |
| 1992      | The Chemistry Is Right                             |      |
| 1993      | How's Your Husband?                                | SBS  |
| 1994      | Something Happened in Moraenae                     |      |
| 1995      | Journey                                            |      |
| 1996      | Thief                                              |      |
| 1996      | Colors "Sadness Painted in White"                  |      |
| 1996      | Landscaping with My Wife                           |      |
| 1997      | The Angel Within                                   |      |
| 1997      | It's Today Somehow                                 |      |
| 1997      | Nobody Can't Stop It                               | KBS2 |
| 1999      | Who Are You                                        | SBS  |
| 2001      | Well Known Woman                                   | SBS  |
| 2001      | Guardian Angel                                     | SBS  |
| 2001      | Way of Living: Couple                              | SBS  |
| 2002      | Man in Crisis                                      | MBC  |
| 2003      | Yellow Handkerchief                                | SBS  |
| 2003      | Twenty                                             | SBS  |
| 2003      | Thousand Years of Love                             | SBS  |
| 2004      | What Happened in Bali                              | SBS  |
| 2004      | People of the Water Flower Village                 | MBC  |
| 2004      | The Woman Who Wants to Marry                       | MBC  |
| 2004      | Drama City "정은 늙지도 않아"                      |      |
| 2005      | Sad Love Story                                     | MBC  |
| 2005      | Fashion 70's                                       | SBS  |
| 2005      | TV Novel: Hometown Station                         | KBS1 |
| 2005      | Marrying a Millionaire                             | SBS  |
| 2005      | Winter Child                                       | EBS  |
| 2006      | Seoul 1945                                         | KBS1 |
| 2006      | Wolf                                               | MBC  |
| 2006      | Famous Princesses                                  | KBS2 |
| 2006      | The Vineyard Man                                   | KBS2 |
| 2006      | Cloud Stairs                                       | KBS2 |
| 2006      | Couple or Trouble                                  | MBC  |
| 2007      | A Happy Woman                                      | KBS2 |
| 2007      | Time Between Dog and Wolf                          | MBC  |
| 2007      | First Wives' Club                                  | SBS  |
| 2007      | Lobbyist                                           | SBS  |
| 2008      | Painter of the Wind                                | SBS  |
| 2008      | I Love You, Don't Cry                              | MBC  |
| 2009      | TV Novel: Glory of Youth                           | KBS1 |
| 2009      | Again, My Love                                     | KBS2 |
| 2009      | Loving You a Thousand Times                        | SBS  |
| 2009      | Temptation of an Angel                             | SBS  |
| 2010      | Dandelion Family                                   | MBC  |
| 2010      | Drama Special "Last Flashman"                      | KBS2 |
| 2011      | The Thorn Birds                                    | KBS2 |
| 2011      | A Thousand Kisses                                  | MBC  |
| 2012      | Suspicious Family                                  | MBN  |
| 2013      | Your Lady                                          | SBS  |
| 2013      | Pretty Man                                         | KBS2 |
| 2014      | Emergency Couple                                   | tvN  |
| 2014      | Glorious Day                                       | SBS  |
| 2014      | Mother's Garden                                    | MBC  |
| 2014      | Mr. Back                                           | MBC  |
| 2015      | Enchanting Neighbor                                | SBS  |
| 2016–2017 | Our Gap-soon                                       | SBS  |
| 2021      | Miss Monte-Cristo                                  | KBS2 |
| 2022      | Crazy Love                                         | KBS2 |

### Cine
| Año  | Título                                      | Rol                |
| ---- | ------------------------------------------- | ------------------ |
| 1980 | Choi In-ho's Hooray for Byung-tae           | Oh Young-ja        |
| 1983 | The Spring of Oh Dal-ja, a College Freshman |                    |
| 1983 | College Wild Dogs                           |                    |
| 1984 | The Bride Started to Blow the Trumpet       |                    |
| 1984 | College Screwballs                          | Ttosooni/Kim Da-yi |
| 1987 | Exciting Lives of Three Girls               | (cameo)            |
| 2003 | Madeleine                                   |                    |
| 2007 | Herb                                        | Mi-ja              |